# George Hunter
George Hunter, född 22 juli 1927 i Brakpan, död 12 december 2004 i Boksburg, var en sydafrikansk boxare.
Hunter blev olympisk mästare i lätt tungvikt i boxning vid sommarspelen 1948 i London.